# Алекс Гейдок-Вілсон
Алекс Гейдок-Вілсон (англ. Alex Haydock-Wilson, нар. 28 липня 1999) — британський легкоатлет, який спеціалізується у бігу на короткі дистанції.

## Спортивні досягнення
Бронзовий олімпійський призер зі змішаного естафетного бігу 4×400 метрів та з аналогічної дисципліни серед чоловіків (2024).
Бронзовий призер чемпіонату світу з естафетного бігу 4×400 метрів серед чоловіків (2023).
Бронзовий призер чемпіонату світу серед юніорів з естафетного бігу 4×400 метрів серед чоловіків (2018).
Чемпіон Європи з естафетного бігу 4×400 метрів серед чоловіків (2022). Бронзовий призер чемпіонату Європи з бігу на 400 метрів (2024).
Срібний призер чемпіонату Європи серед юніорів з естафетного бігу 4×400 метрів серед чоловіків (2019).
Чемпіон Великої Британії з бігу на 400 метрів (2023).

## Відео
- Фінальний забіг зі змішаного естафетного бігу 4×400 метрів на Олімпіаді-2024 на YouTube